# Beaujolais (wino)
Beaujolais (czytaj: bożolé, fr-prow. Biôjolês) – obszar w środkowej Francji (Burgundia) i jednocześnie ogólna nazwa rodzaju czerwonego wina burgundzkiego z tego okręgu. Region ten to pas winnic o szerokości ok. 10 km i długości 150 km, który rozciąga się na południowo-wschodnim skraju Burgundii, pomiędzy miastami Mâcon i Lyon.
Region ten obejmuje 22 000 hektarów upraw winorośli i dostarcza ok. 1,3 mln hektolitrów wina rocznie, prawie wyłącznie czerwonego, co stanowi prawie połowę produkcji win czerwonych całej Burgundii.
Region ten jest bardzo zróżnicowany klimatycznie i glebowo, i jedynym jego wspólnym mianownikiem są przepisy określające jako surowiec do produkcji win jeden tylko szczep winogron – gamay. Charakter win produkowanych tutaj jest tak samo zróżnicowany jak warunki uprawy.
- Na samej północy, gdzie przeważają suche gleby z granitowym podłożem, znajduje się 10 wyróżnionych apelacji (cru), które mogą oznaczać wino swoją nazwą (bez Beaujolais). Wino w nich produkowane jest często starzone w beczkach i posiada względnie długi potencjał dojrzewania wina. Przykładami mogą być AOC Moulin-à-Vent albo AOC St.-Amour.
- W rejonie środkowym, gdzie również przeważają gleby o podłożu granitowo-łupkowo-porfirowym produkuje się wina średniej jakości w ramach apelacji AOC Beaujolais-Villages, które posiadają bardziej wyrównany charakter od win z południa.
- W rejonie południowym przeważają gleby gliniasto-wapienne, które nadają winom cierpki i świeży smak. Wina te stanowią 2/3 całej produkcji regionu, mają charakter produktu masowego i są sprzedawane pod marką ogólnej apelacji Beaujolais, bez dodatkowych określeń. Nie posiadają one zbyt długiego potencjału dojrzewania i wypija się je maksymalnie 3 lata od daty produkcji.
- Na koniec w całym regionie produkuje się dwa dość szczególne wina oznaczone jako beaujolais nouveau albo beaujolais primeur. Nie są przeznaczone do starzenia, a do wypicie wkrótce po wyprodukowaniu. Oba wina są wypuszczane na rynek w trzeci czwartek listopada, w tzw. święto Beaujolais. Oba gatunki bywają utożsamiane (wg The Sotheby's Wine Encyclopedia na świecie znana jest nazwa beaujolais nouveau, natomiast we Francji wino to sprzedaje się przeważnie pod równoważnym określeniem beaujolais primeur)[1], jednak istnieje między nimi drobna różnica dotycząca czasu zbioru oraz dopuszczalnych dat sprzedaży. Beaujolais primeur wolno sprzedawać do 31 stycznia następnego roku, zaś nouveau do 31 sierpnia[2].

Większość beaujolais nouveau produkuje się w regionie południowym, choć winnice posiadające prawo do apelacji Villages również je czasem produkują, zwłaszcza w gorszych latach, kiedy wiadomo, że wino z danego rocznika i tak nie będzie miało dużego potencjału dojrzewania.
Wszystkie wina z tego regionu posiadają, jak na wina czerwone, bardzo lekki, świeży, owocowy charakter i dość jasną, lekko fiołkową barwę. Wina z najlepszych winnic na północy są bardzo zrównoważone, czasami bywają nawet ciężkawe, ale zawsze posiadają olśniewający, intensywny, owocowy bukiet. Wina apelacji Beaujolais-Villages i z południa są bardziej cierpkie, niecierpliwe i płaskie. Beaujolais Nouveau – posiada zwykle bardzo ostry, cierpki, ale w dobrych latach orzeźwiający i dość przyjemny smak, w którym daje się wyczuwać zapowiedź rozwinięcia bukietu owocowego, z którego słynie cały region. W latach gorszych jego cierpkość bywa trudna do zniesienia i wino z trudem nadaje się do konsumpcji.
Wina z tego regionu pija się stosunkowo mocno schłodzone – do temperatury 14-16 °C. Beaujolais nouveau można bez szkody dla jego smaku schłodzić nawet do 12 °C, co pomaga je spożyć, szczególnie w latach, gdy wychodzi ono bardzo cierpkie.
Ze względu na delikatny charakter wino to pija się raczej do lekkich potraw z mięs czerwonych i lekkich serów, niż do potraw z dziczyzny i serów o silnym aromacie.